# 劉洵 (演員)
劉洵（1939年4月10日—），男，生於北平市，香港演員。京劇演員出身，現為香港演藝學院中國戲曲課程統籌及藝術指導。正邪各类角色都有许多代表作，有“千面如來”之稱。2021年4月16日，獲香港演藝學院頒發榮譽院士銜。

## 演藝生涯

### 戲曲
劉洵六歲開始學習京劇，進入專門教京劇的科班，在當時沒有正式學校的背景下，只是跟師傅學京劇。其間還受李萬春、尚和玉、張德俊、李少春、蓋叫天等前輩教導。1958年畢業後分配到中國京劇院并任教，文革時還演過樣板戲。
1980年劉洵到香港發展，原因據本人表示並非反共，而是不滿當時中國大陸的官僚主義風氣。赴港後劉洵在香港演藝學院任講師，從事粵劇研究。尤聲普、羅家英、李奇峰、陳好逑、李龍、尹飛燕、陳嘉鳴等都曾受他指導。

### 電影
1986年徐克的電影《刀馬旦》中劉洵被聘為戲曲指導。從此劉洵進入電影界。1987年他拍攝了個人第一部電影《殭屍至尊》，後來又多次與徐克等合作，在近百部電影中飾配角。有多年戲曲舞臺經驗的他在文武戲中都可以發揮，正邪兩面亦都可出演。
進入21世紀後劉洵主要與各粵劇劇團共同改編及導演舞台戲曲。

## 出演作品

### 電影
- 《刀馬旦》(1986) 飾戲曲角色
- 《殭屍至尊》(1987)飾石堅
- 《笑傲江湖》 (1990)飾 古金福
- 《开心鬼救开心鬼》(1990)飾 楊喪昆
- 《靈界風雲》(1990)飾 格西
- 《摩登如来神掌》(1990)飾 嚴真
- 《倩女幽魂II人间道》(1990)飾普度慈航
- 《紅場飛龍》(1990) 飾 季秋棠
- 《龙凤贼捉贼》(1990)
- 《黄飞鸿》(1991)飾 劉永福（客串）
- 《赌侠II上海滩赌圣》(1991)飾 明朝大太監一角。
- 《金蚕降》(1991)
- 《冷面狙击手》(1991)
- 《追日》(1991) 飾 賈逸龍之師
- 《跛豪》(1991) 飾 高佬馮
- 《至尊无上II之永霸天下》(1991) 饰 山本太郎
- 《倩女幽魂III道道道》(1991)飾 高僧「白雲大師」
- 《賭聖延續篇：賭霸》(1991)飾 嚴真
- 《侠女传奇》(1992)
- 《石头集》(1992)
- 《笼民》(1992) 飾 道長
- 《笑傲江湖II东方不败》(1992) 飾 向問天。
- 《新龙门客栈》(1992年)飾 賈廷
- 《太极张三丰》(1993) 饰 觉远师傅
- 《新仙鹤神针》(1993)
- 《東方不敗之風雲再起》(1993)，客串林青霞主演東方不敗尚未露出真面目前之化身。
- 《青蛇》(1993)
- 《画皮之阴阳法王》(1993)飾 張道靈
- 《一刀倾城》(1993)飾 神手敖白
- 《水浒传之英雄本色》(1993)飾 高俅
- 《黃飛鴻之三：獅王爭霸》(1993)飾 黃麒英。
- 《菩提幽魂》(1993)飾 大宏教主
- 《黃飛鴻之四：王者之風》(1993)飾黃麒英
- 《笑八仙》(1993)
- 《九品芝麻官》(1994)飾李蓮英(李公公)。
- 《运财童子》(1994)
- 《黄飞鸿之五：龙城歼霸》(1994)飾黃麒英
- 《西楚霸王》(1994)飾范增
- 《东邪西毒》(1994)飾演片頭之後與歐陽鋒交手的對手，很像丐幫長老
- 《梁祝》(1994)飾長貴
- 《笑林小子2：新乌龙院》(1994)客串恐怖天使
- 《金玉滿堂》(1995)飾演滿漢全席比賽評審
- 《一千零一夜之梦中人》(1995)
- 《慈禧秘密生活》(1995)飾载垣
- 《和平饭店》(1995)
- 《中国龙》(1995)飾演吳孟達與郝劭文、釋小龍的師叔
- 《花月佳期》(1995)飾戲班班主
- 《南京的基督》(1995)
- 《哪有一天不想你》(1995)
- 《女人四十》(1995)
- 《无敌反斗星》(1995)飾師叔
- 《新上海滩》(1996)
- 《太极拳》(1996)
- 《龙城正月》(1997)
- 《碧血蓝天》(1998)
- 《蜀山传》(2001)飾演五台山—尊勝大師(絕招大羅佛手)
- 《魂魄唔齐》(2002)
- 《大无谓》(2004)
- 《蜀山传》(2005)
- 《一代宗師》(2013)飾先生瑞
- 《消失的兇手》(2015)飾李伯
- 《風再起時》(2023)飾郭紹旺

### 電視劇
- 《九王夺位》(1994)饰朱复明
- 《新龍門客棧》(1996)飾楊宇軒（第一集客串演出）
- 《太极宗师》(1999)饰荣亲王
- 《侠女闯天关》(2001)饰曹佑祥
- 《忠勇小状元》饰悲尘大师
- 《千秋家国梦》饰许应骙

## 榮譽
| 年份 | 頒獎典禮             | 獎項       | 影片     | 結果 |
| ---- | -------------------- | ---------- | -------- | ---- |
| 1990 | 第10屆香港電影金像獎 | 最佳男配角 | 笑傲江湖 | 提名 |

## 外部連結
- 劉洵在香港影庫上的簡介